# Handelsabkommen
Ein Handelsabkommen ist ein völkerrechtlicher Vertrag zwischen mindestens zwei Staaten, in welchem die Vertragspartner die Handelsbeziehungen des Außenhandels bei wechselseitigen Importen und Exporten für einen bestimmten Zeitraum regeln.

## Allgemeines
Zur Außenhandelspolitik eines Staates gehört auch der Abschluss von Handelsabkommen und Freihandelsabkommen. Diese gelten als erste Vorstufe der wirtschaftlichen Integration von Volkswirtschaften. Sie sind damit ein wichtiger Baustein für die Entwicklung des Welthandels. Handelsabkommen sind meist langfristig angelegt und erleichtern den Außenhandel. Dieser setzt sich aus den einzelnen Geschäften der beteiligten Exporteure und Importeure zusammen, die auf den im Handelsabkommen beschlossenen Grundsätzen beruhen müssen. Zwar ist ein Export oder Import auch ohne zugrunde liegendes Handelsabkommen möglich, doch gestaltet sich die Abwicklung jedes einzelnen Geschäfts als sehr umständlich (beispielsweise Zollkontrollen). So wickelten beispielsweise die USA und Kanada im Jahre 1972 ihren gesamten Osthandel ohne Handelsabkommen ab, das galt auch für den deutschen Chinahandel oder für einen großen Teil des japanischen Osthandels jener Zeit.

## Arten
Es gibt bilaterale und multilaterale Handelsabkommen:
- Bilaterale Handelsabkommen werden zwischen zwei Staaten geschlossen. Sie vereinbaren ein gegenseitiges Handelsabkommen, das andere Handelsabkommen mit Drittstaaten auf der Grundlage des Meistbegünstigungsprinzips berücksichtigen kann – aber nicht muss. Regionale Handelsabkommen gelten als bilaterale, weil sie zwischen einem Staat und einem Staatenbund oder Staatenverbund – die als eine Partei auftreten – abgeschlossen werden (etwa CETA, TTIP).
- Multilaterale Handelsabkommen existieren zwischen mindestens drei Staaten wie das Freihandelsabkommen EU-Schweiz, dem Handelsvertrag der Völker, Nafta, Mercosur oder dem ASEAN-China-Freihandelsabkommen.

Damit beruhen sämtliche Handelsabkommen auf vertraglicher Grundlage, wobei meist internationales Recht gilt. Bilaterale Handelsabkommen sind leichter zu schließen, weil die Zahl der Verhandlungspartner und deren Interessenlagen überschaubarer ist.

## Inhalt
Die Vertragspartner regeln auf der Grundlage der Gegenseitigkeit den Freihandel und verzichten damit auf gegenseitige Handelshemmnisse wie Zölle, Einfuhrkontingente oder Ausfuhrgenehmigungen, Handelssanktionen und Verbote wie Embargo. Handels- und Zahlungsabkommen regeln zusätzlich die Zahlungsbedingungen oder den internationalen Kreditverkehr und die Höhe eines etwaigen Swing. Auch Investitionsschutzabkommen können Gegenstand von Handelsabkommen sein. Der Inhalt jedes Handelsabkommens muss in Deutschland den Vorschriften des § 4 AWG und § 5 AWG entsprechen, die Handelsbeschränkungen (beispielsweise für Waffen, Munition und sonstige Rüstungsgüter) auferlegen.

## Geschichte
Die weltweit ersten bilateralen Handelsabkommen des Altertums diskriminierten die hiervon nicht begünstigen Staaten. In den schon 348 vor Christus abgeschlossenen Handelsabkommen zwischen Rom und Karthago ging es hauptsächlich um die Erhaltung der karthagischen Vormachtstellung im Mittelmeerhandel und Rom war, da handelspolitische Interessen damals nicht im Vordergrund standen, zu weitgehenden Zugeständnissen an Karthago bereit gewesen. Einziges Ziel Karthagos war die Ausschaltung wirtschaftlicher Konkurrenten. Auch noch im zweiten Vertrag von 306 mussten die Römer wesentlich ungünstigere Bedingungen (Fahrtverbote für römische Schiffe) auf sich nehmen. Seit etwa 120 v. Chr. bestanden Handelsabkommen zwischen Rom und Noricum. Um 408 nach Christus gab es zwischen Rom und Persien ein Handelsabkommen. Nach den Überlieferungen schlossen die arabischen Händler der Quraischiten Handelsabkommen mit den Römern und den syrischen Ghassaniden, den Negus (Äthiopien), Persien und den Himyariten in Jemen. Von einem gescheiterten Handelsabkommen berichtete Prokopios von Caesarea für das Jahr 531. Kaiser Justinian I. schloss mit Äthiopien ein Handelsabkommen, wonach das Land Seide aus Indien beziehen und an Rom weiterverkaufen solle. Äthiopien habe den Vertrag jedoch nicht erfüllen können, denn die äthiopischen Händler hätten in Indien keine Seide einkaufen können, da ihnen die persischen Kaufleute überall zuvorgekommen seien.
Ein berühmtes Handelsabkommen gab es 1189 zwischen dem Fürsten Jaroslaw von Nowgorod und niederdeutschen Russlandfahrern. Mit dem Smolensker Fürsten schlossen die deutschen Bewohner 1229 einen Handelsvertrag, der die Rechte der Deutschen im Handel mit den Russen regelte. Moldau und England schlossen 1588 ein Handelsabkommen. Der Methuenvertrag zwischen England und Portugal vom Dezember 1703 sah vor, dass England ohne Hindernisse und zu Vorzugszöllen Textilien nach Portugal und die portugiesischen Kolonien exportieren durfte, während Portugal ebenso ungehindert seine Produkte nach England ausführen konnte, insbesondere Portwein und Wein. König Rama IV. von Siam unterzeichnete im Mai 1855 ein bilaterales Handelsabkommen mit England. Leo von Caprivis außenpolitisches Interesse galt vor allem dem Abschluss von Handelsabkommen mit Nachbarstaaten. Angesichts des Konjunkturrückgangs, schlechter Ernten und steigender Getreidepreise handelte er ab 1891 eine Reihe von Handelsabkommen mit Österreich-Ungarn, Belgien, Italien und der Schweiz aus, bei denen für die Partner die Einfuhrzölle auf Weizen und Roggen gesenkt wurden.
Die Weltwirtschaftskrise ab Oktober 1929 veranlasste viele Staaten, wegen der Rezession gegenseitig Einfuhrbeschränkungen einzuführen oder vorhandene zu verschärfen. Das wiederum ließ andere Staaten zu Gegenmaßnahmen greifen, wodurch sich die Weltwirtschaftskrise noch verstärkte. Aus diesem Protektionismus zog man international nach dem Zweiten Weltkrieg die Konsequenzen. Zwar kam es nicht zur Gründung der 1944 geplanten Internationalen Handelsorganisation (ITO), doch folgte im Januar 1948 das Allgemeine Zoll- und Handelsabkommen GATT als erstes bedeutendes multilaterales Handelsabkommen. Es baute auf dem Prinzip der Gleichbehandlung auf, bei der allen Handelspartnern eines Staates gleiche Zollvergünstigungen gewährt werden. Es verbot die Diskriminierung, bei der erlassene Ausnahmen vom Verbot mengenmäßiger Beschränkungen für alle Mitglieder gelten mussten. Dem Abkommen trat die Bundesrepublik Deutschland erst im Oktober 1951 bei. Zuvor hatte sie beispielsweise im September 1948 ein bilaterales Handelsabkommen mit Finnland geschlossen. Die Welthandelsorganisation (WTO) löste GATT im Januar 1995 ab. Die Zahl der bei der WTO gemeldeten und in Kraft getretenen regionalen Handelsabkommen stieg von zwei im Jahre 1958 auf 37 im Jahr 1993, 2008 lag die Zahl bereits bei 213, 2015 stieg die Anzahl bereits auf 406.
Die WTO lädt zu multilateralen Handelsgesprächen mit bestimmtem Themenschwerpunkten ein, die als „Welthandelsrunde“ bezeichnet werden. Die Uruguay-Runde vom September 1986 beschloss den Ersatz des GATT durch die WTO, was im April 1994 unterschriftlich bestätigt wurde. Die folgende Seattle-Runde im November 1999 brachte zwar die Rekord-Teilnahme von 135 Staaten, doch scheiterte sie am Widerstand der Entwicklungsländer. Durch das Scheitern auch der seit November 2001 tagenden Doha-Runde sahen sich viele WTO-Mitglieder veranlasst, bilaterale Handelsabkommen zu schließen. Derzeit sind 406 regionale und bilaterale Abkommen in Kraft. Bilaterale Abkommen behindern den Welthandel, weil sie lediglich den betroffenen Vertragspartnern den Marktzugang erlauben und Drittstaaten diskriminieren.
Seit dem Vertrag von Lissabon vom Dezember 2009 verfügt die Europäische Union gemäß Art. 207 AEUV über die ausschließliche Befugnis zum Abschluss von Zoll- und Handelsabkommen für die EU-Mitgliedstaaten. Das gilt auch für das umstrittene und seit Dezember 1995 konzipierte TTIP-Handelsabkommen mit den USA, das im Verdacht steht, Europas Sozialstandards und Umweltstandards zu bedrohen. Dagegen konnte das CETA-Abkommen mit Kanada im Oktober 2016 geschlossen werden.